# 大村由紀子
大村 由紀子（おおむら ゆきこ、1966年7月7日 - ）は、RKB毎日放送報道部の記者で、元アナウンサー。

## 経歴
福岡県福岡市出身。九州大学卒業後、1989年アナウンサーとしてRKB入社。同期は下田文代、服部義夫。アナウンサー時代は、報道・情報系の番組を中心に担当した。のちに報道部に異動、報道・ドキュメンタリーのディレクターなどを務めている。一連の薬害肝炎問題で長期取材を続け、それらをまとめたドキュメンタリーが2008年6月3日、ギャラクシー賞報道活動部門選奨を受賞。BC級戦犯の当事者取材をまとめた映画『巣鴨日記 あるBC級戦犯の生涯』制作・監督した。

## アナウンサー時代担当した番組
- 夕方放送局きょうもやっぱり基樹です（アシスタント）
- ビッグモーニング（RKBリポーター）
- 史上最強のクイズ王決定戦 第7回ー第9回 全国大会出題担当
- ラジオの放送開始・終了アナウンス